# ヴィトラ・キャンパス
ヴィトラ・キャンパス（英語：Vitra Campus）は、スイス、ドイツ、フランスの3国の国境沿い、スイスのバーゼルに隣接した町ヴァイル・アム・ラインに所在するデザイナーズ家具の有名ブランド、ヴィトラ社が一部を一般公開している工場兼ショールームである。

## 概要
安藤忠雄、フランク・ゲーリー、ザハ・ハディッド、ヘルツォーク&ド・ムーロンなどが設計した現代建築が敷地内に数多く存在し、マスタープラン的に著名な建築家の作品が並び建つという点では、隣市バーゼルにあるノバルティス・キャンパスと同様、建築･都市計画分野においての最も重要なモデルの一つである。また、篠原一男のから傘の家やジャン・プルーヴェのガソリンスタンドなど建築史上重要な遺産を敷地に移設し、公開するなど建築文化保存も行っている。敷地内の建物の一つであるヴィトラ・デザイン・ミュージアムには、チャールズ・イームズら著名デザイナーによる家具が展示されている。

## 歴史
ヴィトラ社は 1950年代初頭から拠点としての工場をヴァイル・アム・ラインに構えていた。しかし同工場は1981年7月18日に起きた落雷による大規模な火災により工場施設の大部分を消失することとなる。焼失した工場の建て直しのため、当時の会社経営者のロルフ・フェールバウムは、建築の方向性の見直しの計画を立て、建築家ニコラス・グリムショーに工場の設計を依頼する。新たな工場は、わずか6か月で完成した。その後ロルフは、ヴィトラ・キャンパスの元となるキャンパスプランの設計をニコラス・グリムショーに依頼し、キャンパスの基礎ができあがる。
1984年には、ヴィトラの創設者ヴィリ・フェールバウムの70歳の誕生日を記念し、彫刻「バランスツールズ」が敷地内に建てられた。「バランスツールズ」の製作プロジェクトの過程で、ロルフは当時ヨーロッパでは実作が皆無だったフランク・ゲーリーと出会う。ロルフはフランク・ゲーリーとの議論の中で、統一された工場建築とは全く違う設計理念を学び、ゲーリーとともに新たな工場設計を開始する。これにより、ヴィトラ・キャンパスの現在の理念が確立された。

## 作品
| 番号 | 竣工年 | 名称                                                                     | 設計者                                                 | 備考                         |  |
| ---- | ------ | ------------------------------------------------------------------------ | ------------------------------------------------------ | ---------------------------- |  |
| 1    | 1981年 | 工場棟１/FACTORY BUILDING                                                | ニコラス・グリムショウ                                 |                              |  |
| 2    | 1983年 | 工場棟２/FACTORY BUILDING                                                | ニコラス・グリムショウ                                 |                              |  |
| 3    | 1984年 | バランスツールズ/BALANCING TOOLS                                         | クレス・オルデンバーグ＆コーシャ・ヴァン・ブリュッゲン | オブジェ                     |  |
| 4    | 1989年 | ヴィトラ・デザイン・ミュージアム/VITRA DESIGN MUSEUM                     | フランク・ゲーリー                                     |                              |  |
| 5    | 1989年 | ゲート/GATE                                                              | フランク・ゲーリー                                     |                              |  |
| 6    | 1989年 | 工場棟３/FACTORY BUILDING                                                | フランク・ゲーリー                                     |                              |  |
| 7    | 1993年 | 会議場/CONFERENCE PAVILION                                               | 安藤忠雄                                               |                              |  |
| 8    | 1993年 | 消防署/FIRE STATION                                                      | ザハ・ハディッド                                       |                              |  |
| 9    | 1994年 | 工場棟４/FACTORY BUILDING                                                | アルヴァロ・シザ                                       |                              |  |
| 10   | 1975年 | ドーム/DOME                                                              | バックミンスター・フラー                               | 2000年移設                   |  |
| 11   | 1950年 | ガソリンスタンド/PETROL STATION                                          | ジャン・プルーヴェ                                     | 2003年移設                   |  |
| 12   | 2003年 | ヴィトラ・デザイン・ミュージアム・ギャラリー/VITRA DESIGN MUSEUM GALLERY | フランク・ゲーリー                                     |                              |  |
| 13   | 2006年 | バス停/BUS STOP                                                          | ジャスパー・モリソン                                   |                              |  |
| 14   | 2010年 | ヴィトラ・ハウス/VITRAHAUS                                               | ヘルツォーク&ド・ムーロン                              |                              |  |
| 15   | 1968年 | エアストリーム・キオスク/AIRSTREAM KIOSK                                 |                                                        | 2011年移設                   |  |
| 16   | 2012年 | 工場棟５/FACTORY BUILDING                                                | SANAA                                                  |                              |  |
| 17   | 2013年 | ディオゲネス/DIOGENE                                                     | レンゾ・ピアノ                                         |                              |  |
| 18   | 2014年 | アルヴァロ・シザの遊歩道/ÁLVARO-SIZA-PROMENADE                           | アルヴァロ・シザ                                       | 遊歩道                       |  |
| 19   | 2014年 | ヴィトラ・スライドタワー/VITRA SLIDE TOWER                               | カールステン・ヘラー                                   | 体験型オブジェ               |  |
| 20   | 2014年 | 24番停留所のベル/BELL FROM: 24 STOPS                                     |                                                        | オブジェ                     |  |
| 21   | 2016年 | ヴィトラ・ショーデポ/VITRA SCHAUDEPOT                                    | ヘルツォーク&ド・ムーロン                              |                              |  |
| 22   | 2018年 | ブロックハウス/BLOCKHAUS                                                 | トーマス・シュッテ                                     |                              |  |
| 23   | 2018年 | ルイゾー/RUISSEAU                                                        | ロナン&エルワン・ブルレック                            | オブジェ                     |  |
| 24   | 2018年 | リング/RING                                                              | ロナン&エルワン・ブルレック                            | オブジェ                     |  |
| 25   | 2020年 | アウドルフの庭園/OUDOLF GARTEN                                           | ピート・アウドルフ                                     | 庭園                         |  |
| 26   | 2021年 | 東ゲート/VITRA DESIGN WEG                                                | ロナン&エルワン・ブルレック                            | オブジェ                     |  |
| 27   | 2021年 | タワーナンバー２/TORRE NUMERO DUE                                        | ナタリー・ドゥ・パスキエ                               | オブジェ                     |  |
| 28   | 1961年 | から傘の家/UMBRELLA HOUSE                                                | 篠原一男                                               | 2022年移設                   |  |
| 29   | 2022年 | バラガン・ギャラリー/BARRAGAN GALLERY                                    |                                                        | ヴィトラ・ショーデポの建物内 |  |
| 30   | 2022年 | ジャン・プルーヴェ広場/PLACE JEAN PROUVE                                 |                                                        | 屋外展示                     |  |
| 31   | 2023年 | タネ･ガーデンハウス/TANE GARDEN HOUSE                                    | 田根剛                                                 |                              |  |

## アクセス
ヴィトラ・キャンパスはドイツに所在するが、アクセスはスイスのバーゼルからが便利。公共交通機関では電車またはバスでのアクセス可能。
- 電車：ヴァイル・アム・ライン駅から徒歩20分。
- バス：ヴァイル・アム・ライン, ヴィトラ停留所から徒歩1分。